# Bockholmen, Hangö
För andra betydelser, se Bockholmen (olika betydelser).
Bockholmen är en ö i Finland. Den ligger i Skärgårdshavet och i kommunen Hangö i den ekonomiska regionen  Raseborg i landskapet Nyland, i den sydvästra delen av landet. Ön ligger omkring 100 kilometer väster om Helsingfors.
Öns area är 10,7 hektar och dess största längd är 490 meter i sydöst-nordvästlig riktning. Ön höjer sig omkring 20 meter över havsytan. I omgivningarna runt Bockholmen växer i huvudsak barrskog.